# Devotiepark van Brasschaat
Het devotiepark van Brasschaat is een als onroerend erfgoed erkend religieus park in Brasschaat, gelegen in de wijk Rustoord.

## Geschiedenis en onderdelen van het park

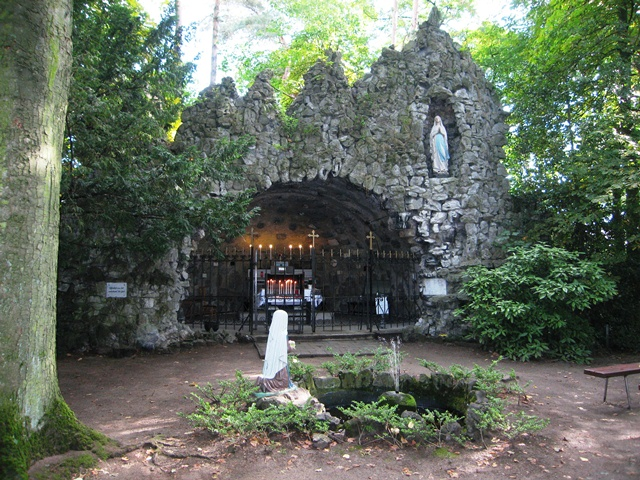
Lourdesgrot

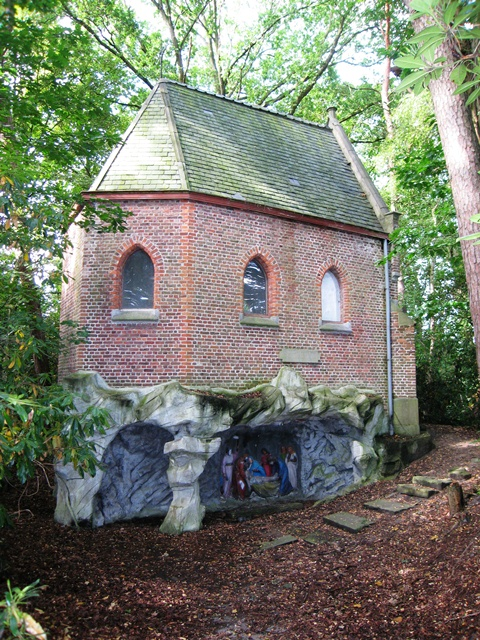
Sint-Rochuskapel met de 14de statie van de kruisweg

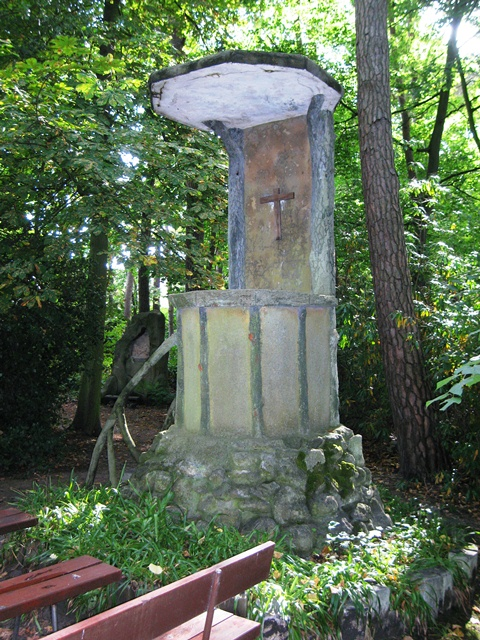
Openluchtpreekstoel

In 1910 richtte  Antoon Van den Weyngaert, zaakvoerder van de verzekeringsmaatschappij Antverpia, als investering het rustoord Salve op in Brasschaat. Van den Weyngaert had eerder in Brasschaat al de wijk Sint-Mariaburg opgericht. Rond het rustoord-sanatorium groeide een hele wijk en tussen 1916 en 1921 werd er een devotiepark opgebouwd. Dit paste in de tijdsgeest van het begin van de 20e eeuw, toen heel wat devotieparken opgericht werden en een sterke Maria-devotie leefde. Het devotiepark werd aangelegd op een smal, rechthoekig en licht golvend stuk grond. Het park kreeg stilaan verschillende waardevolle elementen. Deze zijn verbonden met paadjes waarrond inheemse en exotische bomen en struiken werden aangeplant. Grove den en rododendron bepalen het beeld van het park. Het devotiepark groeide uit tot een bedevaartsoord dat jaarlijks nog tot 25.000 bezoekers trekt.

### Mariagrot en Sint-Rochuskapel
Als eerste elementen liet Van den Weyngaert een Lourdesgrot en Sint-Rochuskapel vanuit Stabroek overbrengen en heropbouwen. De Mariagrot kende een vreemde geschiedenis. In Stabroek woonde Catharina Vingerhoedt (1855-1932), lokaal gekend als "Trientje". Zij was een arme, ziekelijke vrouw die goedgelovige omstaanders misleidde. Rond het jaar 1900 lag ze ziek in bed en iedere vrijdag zou ze om 12 uur sterven, zoals Jezus. Haar lichaam werd dan bleek, koud en stijf. Om 15 uur kwam ze dan weer tot leven. Dit verschijnsel lokte veel pelgrims en in de tuin van Trientje werd een Lourdesgrot gebouwd. Een niet-erkende Duitse orde trachtte mee munt te slaan uit het gebeuren. De kerkelijke overheid noemde het fenomeen echter bedrog en besliste dat de grot afgebroken moest worden. Van den Weyngaert zag zijn kans en liet de grot heropbouwen in zijn nieuwe park. Op 15 augustus 1916 werd ze er ingewijd. De Mariagrot bevindt zich bij de ingang van het park. Het is een koepelvormige kunstmatige rots, gemaakt van natuurstenen die met cementmortel aan elkaar bevestigd werden. In de rots is een nis met een Mariabeeld gemaakt. In de koepel staan een altaar en offerblok achter een smeedijzeren hek. Voor de grot bevindt zich een vijvertje met een beeld van de knielende Bernadette Soubirous. De Lourdesgrot bevatte oorspronkelijk ook een echt stukje rots uit Lourdes, doch dit is verdwenen.
De Sint-Rochuskapel staat aan de achterkant van het park op een kunstmatige heuvel. Het is een eenvoudig, rechthoekig, neogotisch gebouwtje in baksteen.

### Zeven Weeënweg en beelden
In 1917 werd in een halve cirkel achter de Lourdesgrot een Zeven Weeënweg gemaakt. Een Zeven Weeënweg is een gebedsweg met zeven staties waarbij de Zeven Smarten van Maria worden voorgesteld en herdacht. Het idee om in het devotiepark een Zeven Weeënweg te creëren kwam van een lokale historicus en werd gefinancierd door privé-sponsors. De naam van de financiers werd bij elke statie vermeld, samen met een nummer en beschrijving van de voorstelling. De staties zijn plaasteren bas-reliëfs, geplaatst in betonnen kunstrotsblokken en werden ontworpen door beeldhouwer-rotseerder Louis Jacobin. De vijfde statie werd tijdens de Tweede Wereldoorlog beschadigd door een obus en nadien heropgebouwd in art-deco-stijl.
Bij het begin van de Zeven Weeënweg werden op sokkels de beelden geplaatst van Sint-Anna met een lezend kind en van Sint-Jozef. Dit laatste is verdwenen en alleen de sokkel staat er nog. Aan het einde van de Zeven Weeënweg staat een piëta.

### Openluchtpreekstoel en pelgrimshut
Eveneens in 1917 werden vlak bij de Lourdesgrot een openluchtpreekstoel en een pelgrimshut gebouwd. Een preekstoel in open lucht is zeldzaam in devotieparken. De preekstoel werd gemaakt in zogenaamde cementrustiek en rust op een rotsvormige sokkel. Zes trappen in blauwe hardsteen leiden naar de kuip vanwaaruit kon gepreekt worden.
De nabijgelegen schuilhut voor pelgrims is eveneens grotendeels gebouwd in cementrustiek in de vorm van knoestige boomstammen. op de linkse boomstam staat nog te lezen "A. Janssens M. Geysels Uit Westmeerbeek", verwijzend naar een rotseerdersatelier.

### Kruisweg
Tussen de Zeven Weeënweg en de Sint-Rochuskapel werd tussen 1917 en 1919 een kruisweg geplaatst in een zigzagparcours. De kruisweg werd gemaakt door Louis Jacobin en Jaak Coomans senior en werd in 1921 ingezegend. Langs het traject bevinden zich 14 staties in cementrustiek met kunststenen bas-reliëfs op kunstrotsen. De twaalfde statie – de kruisdood – bevindt zich op het hoogste punt achter de kapel. De dertiende statie daalt het pad af naar de kapel, waar de veertiende en laatste statie – de graflegging – werd ingebouwd in een holte onder de kapel. In 1962 en 1987 werden al restauratiewerken uitgevoerd aan de kruisweg.

## Bescherming
Op 23 oktober 2017 werd het park met de verschillende onderdelen door minister Geert Bourgeois beschermd als erfgoedmonument omwille van de historische, architecturale, volkskundige, artistieke en technische waarde.

## Toestand in de 21e eeuw
In de loop der tijd kwam het domein in handen van de kerkfabriek van de Heilige Familiekerk van Brasschaat. In het park gebeurde echter heel wat vandalisme, waardoor het domein deels werd afgesloten. De paden overwoekerden en het geheel werd nog weinig onderhouden. In 2017 werden nieuwe restauratiewerken aangevat, doch de kosten liepen hoog op. Dankzij de bescherming kan verdere restauratie echter gesubsidieerd worden. Op 16 december 2017 werd het devotiepark opnieuw opengesteld voor het publiek en op 26 mei 2018 leidt bisschop Johan Bonny er de officiële heropening en herinwijding.